# SN 2002hn
SN 2002hn – supernowa typu Ic odkryta 5 listopada 2002 roku w galaktyce NGC 2532. W momencie odkrycia miała maksymalną jasność 16,80m.